# Municipio de Zacapa
Municipio de Zacapa är en kommun i Guatemala.   Den ligger i departementet Departamento de Zacapa, i den centrala delen av landet, 110 km öster om huvudstaden Guatemala City.
Följande samhällen finns i Municipio de Zacapa:
- Gualán